# Żyła nadnerczowa
Żyła nadnerczowa (łac. vena suprarenalis) – zbiera krew z nadnerczy. Powstaje w miąższu nadnerczy i uchodzi po prawej stronie do żyły głównej dolnej, a po lewej stronie do żyły nerkowej lewej. 

## Przebieg

### Przebieg prawej żyły nadnerczowej
Żyły włosowate zatokowe rdzenia nadnerczy przechodzą w żyły rdzenia w początkowym przebiegu nie posiadające mięśni, natomiast w dalszym przebiegu wyposażone w silne wałeczki mięśniowe. Żyły te tworzące nieregularną sieć w miąższu nadnercza łączą się w nim w jedną żyłę centralną (vena centralis), która wychodząc z nadnercza przechodzi z żyłę nadnerczową. Żyła nadnerczowa prawa biegnie poziomo i po krótkim przebiegu uchodzi pod ostrym kątem do żyły głównej dolnej. 

### Przebieg lewej żyły nadnerczowej
Żyły włosowate zatokowe rdzenia nadnerczy przechodzą w żyły rdzenia w początkowym przebiegu nie posiadające mięśni, natomiast w dalszym przebiegu wyposażone w silne wałeczki mięśniowe. Żyły te tworzące nieregularną sieć w miąższu nadnercza łączą się w nim w jedną żyłę centralną (vena centralis), która wychodząc z nadnercza przechodzi z żyłę nadnerczową. Żyła nadnerczowa lewa biegnie po powierzchni przedniej nadnercza, krzyżuje od przodu tętnicę nerkową lewą i uchodzi pod kątem prostym do żyły nerkowej lewej. 

### Różnice w przebiegu prawej i lewej żyły nadnerczowej
Lewa żyła nadnerczowa przebiega bardziej do przodu niż prawa żyła nadnerczowa. Prawa żyła nadnerczowa nie może być uwidoczniona, bez uruchomienia gruczołu, w związku z tym podczas zabiegu operacyjnego istnieje ryzyko zerwania tej żyły, natomiast lewa żyła nadnerczowa ma 2–3 cm długości i jest dobrze widoczna. 

## Dopływy
Żyła nadnerczowa nie ma dopływów.

## Odmiany
- może wychodzić z powierzchni nadnercza kilkoma korzeniami
- może do niej uchodzić żyła przeponowa dolna lewa

## Zespolenia
- lewa żyła nadnerczowa oddaje zespolenie do żyły przeponowej dolnej lewej[1]

## Zastawki
Żyła nadnerczowa nie posiada zastawek.